# Třída Perdana
Třída Perdana je třída raketových člunů malajsijského královského námořnictva postavená na základě francouzské typové řady La Combattante II. Celkem byly postaveny čtyři jednotky této třídy.

## Stavba
Čtyři raketové čluny této třídy postavila francouzská loděnice Constructions Mécaniques de Normandie (CMN) v Cherbourgu. Do služby byly přijaty v letech 1972–1973.
Jednotky třídy Perdana:
| Jméno          | Spuštěna          | Vstup do služby   | Status  |
| -------------- | ----------------- | ----------------- | ------- |
| Perdana (3501) | 31. května 1972   | 21. prosince 1972 | aktivní |
| Serang (3502)  | 22. prosince 1971 | 31. ledna 1973    | aktivní |
| Ganas (3503)   | 26. října 1972    | 28. února 1973    | aktivní |
| Ganyang (3504) | 16. března 1972   | 20. března 1973   | aktivní |

## Konstrukce
Plavidla jsou vyzbrojena jedním 57mm kanónem Bofors L/70 Mk1 na přídi, jedním 40mm kanónem Bofors na zádi a dvěma protilodními střelami MM.38 Exocet Block 1. Pohonný systém tvoří čtyři diesely MTU 16V 538 TB90, každý o výkonu 3 000 hp, pohánějící čtyři lodní šrouby. Nejvyšší rychlost dosahuje 36,5 uzlu. Dosah je 1 800 námořních mil při rychlosti 15 uzlů.